# Bujaru
Bujaru – miasto i gmina w Brazylii, w stanie Pará. Znajduje się w mezoregionie Metropolitana de Belém i mikroregionie Castanhal.